# Bombayla Devi Laishram
Bombayla Devi Laishram, född 22 februari 1985, är en indisk bågskytt. Hon deltog vid olympiska sommarspelen 2008, 2012 och 2016.